# 完美日记

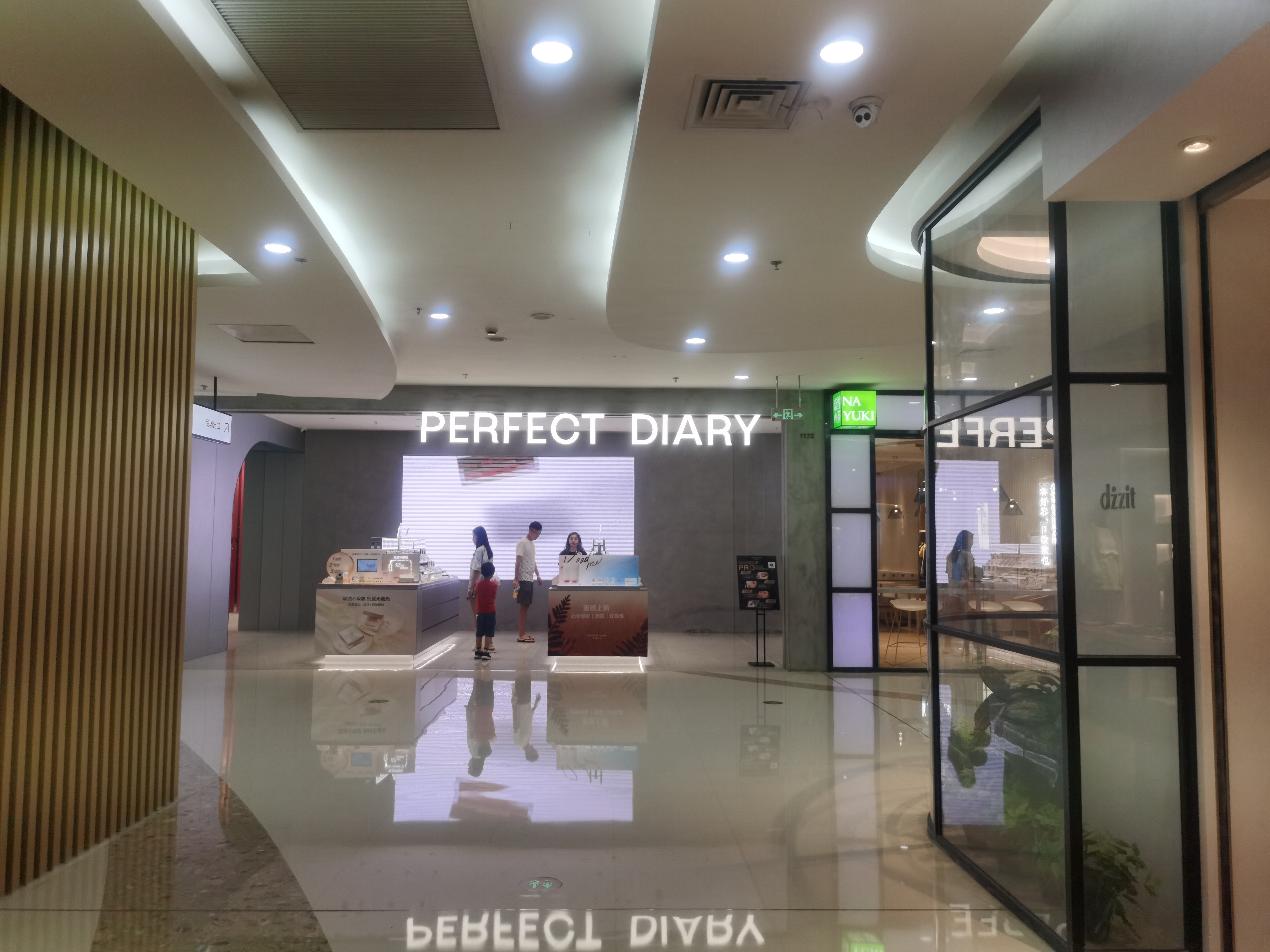
设在上海市杨浦区万达广场的专柜

完美日记（Perfect Diary）是中国大陆的一个化妆品品牌，于2017年建立，由广州逸仙电子商务有限公司推出。品牌的成立旨在满足年轻消费者，特别是90后和00后女性对彩妆产品的需求。完美日记以其高性价比和时尚前卫的产品特点迅速在市场上崭露头角，成为年轻女性心目中的热门选择。该品牌主要通过KOL进行产品营销，除了线上经营，还在部分城市开设直营专柜。2020年11月该品牌母公司逸仙电商在纽交所上市。

## 产品线
完美日记的产品线涵盖多个美妆品类，主要包括口红、眼影、底妆产品以及护肤系列。其口红系列以丰富的色彩和多样的质地而著称，产品包括哑光和滋润型口红，深受消费者的喜爱。眼影系列则提供了多种色彩搭配，尤其是其人气单品“星空眼影盘”，以独特的配色和优质的上妆效果赢得了广大用户的认可。
在底妆产品方面，完美日记推出了粉底液和遮瑕膏等，强调轻薄透气的使用体验，非常适合日常妆容。护肤产品也在不断扩展，涵盖了卸妆、洁面等基础护肤品，以满足用户的全面需求。